# Carlos IX da Suécia
Carlos IX (Estocolmo, 4 de outubro de 1550 – Nyköping, 30 de outubro de 1611) foi o rei da Suécia de 1600 até sua morte em 1611. Antes disso foi regente do reino entre 1599 e 1604. Era o filho mais novo do rei Gustavo I e sua segunda esposa Margarida Leijonhufvud, sendo irmão de Érico XIV e João III e tio de Sigismundo.
Carlos IX Vasa da Suécia nasceu em 4 de outubro de 1550, era o filho caçula e décimo primeiro filho do rei sueco, Gustavo I da Suécia, e a mãe de Carlos era Margarida Leijonhufvud. Os avós paternos de Carlos eram Érico João Vasa e Cecilia Månsdotter. E seus avós maternos eram Erik Abrahamsson e Ebba Eriksdotter.  Carlos porém, perdeu sua mãe logo cedo, antes de completar um ano de idade, sua mãe, Margarida, faleceu em 26 de agosto de 1551, aos 35 anos, vítima de pneumonia. E o pai de Carlos, Gustavo I, veio a se casar pela terceira vez com a madrasta de Carlos, Catarina Gustavsdotter quando ele tinha apenas dois anos de idade, em meados de 1552.  Já o pai de Carlos, Gustavo I, veio a falecer em 29 de setembro de 1560, aos 64 anos de idade, também vítima de pneumonia. Carlos tinha somente 9 anos quando seu pai morreu.   Carlos certamente sofreu com a perda de seus pais tão cedo. E com a morte de seu pai, Carlos passou a ficar sob cuidados de seu meio-irmão mais velho, o rei Érico XIV da Suécia. Porém, mais tarde, Carlos iria trair seu meio-irmão, que era considerado louco. E iria apóiar o golpe de estado que o derrubou do poder, e levou a ascensão de João III da Suécia ao trono.   Nessa época, Carlos era o duque de Södermanland.  Ele veio a se casar com a nobre alemã, Maria do Palatinado, em 1 de maio de 1579, quando ele tinha 28 anos e ela 17 anos. E juntos, eles tiveram seis filhos e filhas. Mas apenas Catarina Karlsdotter Vasa chegou a idade adulta.  A primeira esposa de Carlos, Maria, veio a falecer em 29 de julho de 1589, aos 28 anos de idade, devido a uma doença desconhecida. Carlos então casou pela segunda vez em 27 de agosto de 1592, com Cristina de Holsácia-Gottorp, quando ele tinha 41 anos e ela apenas 19 anos. Juntos, eles tiveram quatro filhos, dos quais apenas três chegaram a vida adulta. Sendo eles: Gustavo II Adolfo da Suécia, Maria Isabel Vasa e Carlos Felipe Vasa. 
Carlos teve uma relação antagónica desde muito cedo com o seu irmão João e com o seu sucessor Sigismundo, devido às inclinações católicas manifestadas por estes. Quando João III morreu em 1592, e Sigismundo assumiu o trono, Carlos foi nomeado como regente da Suécia em seu nome, já que Sigismundo governava a Suécia a partir da polônia-lituânia, que era aonde vivia. Mas Carlos se desentendeu com Sigismundo, e como ele almejava o trono sueco, ele se revoltou contra Sigismundo com apóio dos protestantes suecos em 1597, e na batalha de Stångebro em 1598, o ainda duque Carlos derrotou Sigismundo, tendo em seguida conquistado o castelo de Kalmar em 1599, onde dirigiu o banho de sangue de Kalmar. E executou também o banho de sangue de Linköping, matando os adeptos de Sigismundo.
 Carlos se manteve apenas como regente até meados de 1604, e durante este período,  a Suécia permaneceu sem um rei, mas Carlos acabou sendo proclamado como rei da suécia em 22 de março de 1604, com sua coroação ocorrendo em 15 de março de 1607. 
Carlos IX foi um bom administrador do reino, tendo fundado as cidades de Filipstad e Mariestad. Para consolidar a presença da Suécia junto ao Mar do Norte, mandou construir em 1603 a nova cidade de Gotemburgo, por colonos holandeses. Todavia os dinamarqueses arrasaram completamente a nova localidade em 1611, e foi somente em 1621 que a cidade voltou a estar reconstruída, já durante o reinado do seu filho Gustavo II Adolfo. Estimulou o comércio e a mineração no país, e mandou vir imigrantes finlandeses para as florestas da Värmland.                                                                                                     Em 1608, introduziu novas leis baseadas no Antigo Testamento, pelas quais eram punidos com a pena de morte crimes como o adultério, a desobediência aos pais, a homossexualidade, o sexo com animais, e a bruxaria. Carlos IX acabou vindo a falecer em 30 de outubro de 1611, aos 61 anos, vítima de um Acidente vascular cerebral (AVC). Ele foi então sucedido pelo seu filho, Gustavo II Adolfo da Suécia. Inaugurando o período em que a Suécia se tornou um Império. 